# Spaniocerca zwicki
Spaniocerca zwicki is een steenvlieg uit de familie Notonemouridae. De wetenschappelijke naam van de soort is voor het eerst geldig gepubliceerd in 1987 door McLellan.